# Ogilvy (név)
Az Ogilvy egy skót, földrajzi eredetű családnév, melynek eredete 1172-ig az Ogilvie-ok báróságáig vezethető vissza, mely skóciai Angus megyében fekszik. A név ereddete az ó-walesi ugl ("magas") és ma ("hely") szavakig vezethető vissza. Többfajta leírása is elterjedt, melyek közül fontos az Ogilvie.
Az Ogilvy klán egy skót klán, akiknek a vezetője Airlie earjle. Az Ogilvy család különböző ágai viselik az Airlie earjle, Findlater earjle és a Seafield earjle címeket. Rajtuk kívül hozzájuk tartoztak még az 1803-ig létezett Lord Banff cím bírtokosai is.
Más, szintén ezt a nevet viselő híres emberek:

## Családnév
- Andrew Ogilvy (1988 – ), kosárlabdázó
- Sir Angus Ogilvy (1928–2004), brit üzletember, Alexandra kenti hercegnő férje. *Bernie Ogilvy, új-zélandi politikus
- C. Stanley Ogilvy (1913–2000), amerikai matematikus és tengerész
- David Ogilvy, több ember is ezen a néven
- Geoff Ogilvy (1977 – ), ausztrál golfozó
- George Ogilvy, Banff 2. lordja (meghalt 1668-ban), skót királypárti
- George Ogilvy, 3rd Lord Banff (meghalt 1713-ban)
- Ian Ogilvy (1943 –)  angol színész
- James Ogilvy (1964 – ), a tágabb brit királyi család tagja.
- Julia Ogilvy (1964 – ), a tágabb brit királyi család tagja.
- Marion Ogilvy (meghalt 1575-ben), David Beaton felesége.

## Kitalált személyek
- Ogilvy, Egy Winston Smith által kitalált óceániai katona, George Orwell 1984 című regényében
- Ogilvy, csillagász H.G. Wells' A világok háborúja című regényében.
- Ogilvie, Sonic the Hedgehog születési neve, mielőtt hivatalosan is megváltoztatta volna Sonic-ra Ken Penders elbeszélése szerint. Sonic the Hedgehog, Archie Comics